# Glyptaesopus xenicus
Glyptaesopus xenicus is een slakkensoort uit de familie van de Borsoniidae. De wetenschappelijke naam van de soort werd voor het eerst geldig gepubliceerd in 1932 door Pilsbry & Lowe.